# 128 هـ
128 هـ هي سنة في التقويم الهجري امتدت مقابلةً في التقويم الميلادي بين سنتي 745 و746.

## وفيات
- أبو الزبير المكي
- يزيد بن أبي حبيب
- الجهم بن صفوان
- الحارث بن سريج